# Oliver Joseph Lodge
Sir Oliver Joseph Lodge, britanski fizik in pisatelj, * 12. junij 1851, † 22. avgust 1940.
S svojimi patenti je ključno prispeval k razvoju brezžične telegrafije.

## Nagrade
- Rumfordova medalja (1898)